# Sandy Dennis
Sandy Dennis (Hastings, Nebraska, 1937. április 27. – Westport, Connecticut, 1992. március 2.) Oscar-díjas és kétszeres Tony-díjas amerikai színésznő.

## Életpályája
Színi tanulmányokat folytatott. 1951-ben filmezett először az Egy fiatal hölgy tulajdona című darabban. Az 1960-as években kezdett rendszeresen filmezni.

### Munkássága
New Yorkban Henrik Ibsen A tenger asszonya című drámájában, a Broadwayon a Minden szerdán (1964) című komédiában aratott sikert. Fellépett Floridában a Palm Beach Playhouse-ban az Buszmegálló című életképben. A fiatal nemzedék ígéretes képviselője, aki színpadi alakításaiért elnyerte az Antoniette Perry-díjat. Képességei igazán a Nem félünk a farkastól (1966) című filmben bontakoztak ki, ahol Richard Burton, Elizabeth Taylor és George Segal partnereként Oscar-díjat kapott. Sokoldalú tehetség, kitűnő drámai erő volt.

## Filmjei
- Ragyogás a fűben (1961)
- Naked City (1962–1963)
- Nem félünk a farkastól (1966)
- Fel a hátsó lépcsőn (Up the Down Staircase) (1967)
- A róka (The Fox) (1967)
- Édes november (Sweet November) (1968)
- Malomkő (1969)
- Az a hideg nap a parkban (1969)
- Vidékiek New Yorkban/Párosban a városban (1970)
- Valami gonosz (1972)
- Mr. Sycamore (1975)
- Apácák a pácban (1977)
- A négy évszak (1981)
- Jöjj vissza, Jimmy Dean (1982)
- Szerelemhajó (1985)
- Egy másik asszony (1988)
- 976 – A Sátán hívószáma (1988)
- Hús a húsból (1989)
- Indián vér (1991)

## Díjai
- Oscar-díj a legjobb női mellékszereplőnek (1966) – Nem félünk a farkastól